# Championnat d'Europe masculin de rink hockey 1929
Navigation
Championnat d'Europe masculin 1928 Championnat d'Europe masculin 1930
Le Championnat d'Europe de rink hockey masculin 1929 est la quatrième édition de la compétition organisée par le Comité européen de rink hockey et réunissant les meilleures nations européennes. Cette édition a lieu à Montreux, en Suisse.
L'équipe d'Angleterre remporte pour la quatrième fois consécutive le titre européen de rink hockey.
La fédération internationale de patinage à roulettes profite de l'événement pour organiser un congrès dont l'ordre du jour présente de nombreuses « questions importantes ».

## Participants
Six équipes prennent part à cette compétition. Elles arrivent à Montreux la veille de la compétition puis sont présentées officiellement au kursaal. Faisant partie la délégation anglaise, le maire d'Herne Bay rend une visite à son homologue de Montreux.
- Allemagne
- Angleterre
- Belgique
- France
- Italie
- Suisse : O Mayar, L Bloch, R Steffen, H Reukewitz, W Zeltner, E Bornand, Blanc[4].

## Résultats

### 2ejournée
France - Belgique : 9 - 0

Angleterre - Allemagne : 7 - 1

Italie - Belgique : 2 - 1

Suisse - Angleterre : 2 - 2.

### 3ejournée
Italie - Suisse : 4 - 2

Allemagne - Belgique : 4 - 3

Angleterre - France : 6 - 3.

### Tableau final
| Rang | Équipe     | Pts | J | G | N | P | Bp | Bc | Diff |  | Résultats  |  |     |     |     |     |     |
| ---- | ---------- | --- | - | - | - | - | -- | -- | ---- |  | ---------- |  | --- | --- | --- | --- | --- |
| 1    | Angleterre | 9   | 5 | 4 | 1 | 0 | 23 | 8  | +15  |  | Angleterre |  | 6-2 | 6-3 | 7-1 | 2-2 | 2-0 |
| 2    | Italie     | 7   | 5 | 3 | 1 | 1 | 14 | 14 | 0    |  | Italie     |  |     | 1-1 | 5-4 | 4-2 | 2-1 |
| 3    | France     | 5   | 5 | 2 | 1 | 2 | 22 | 11 | +11  |  | France     |  |     |     | 3-4 | 6-0 | 9-0 |
| 4    | Allemagne  | 5   | 5 | 2 | 1 | 2 | 17 | 22 | -5   |  | Allemagne  |  |     |     |     | 4-4 | 4-3 |
| 5    | Suisse     | 4   | 5 | 1 | 2 | 2 | 17 | 17 | 0    |  | Suisse     |  |     |     |     |     | 9-1 |
| 6    | Belgique   | 0   | 5 | 0 | 0 | 5 | 5  | 26 | -21  |  | Belgique   |  |     |     |     |     |     |